# 馬千乘 (隆慶進士)
馬千乘（1533年—？），字國良，號映台，浙江嘉興府平湖縣人，軍籍，明朝政治人物。

## 生平
嘉靖三十七年（1558年）戊午科浙江鄉試第七十六名舉人。隆慶二年（1568年）中式戊辰科會試第二百七十六名，三甲第六十六名進士。授分宜县知县，歴遷廣東羅定兵備僉事，萬曆七年（1579年）九月升四川右参议。復除廣東左參議，萬曆二十年（1592年）十二月升为本省雷廉兵备副使。

## 家族
曾祖馬襄；祖父馬文，典史；父馬瑀，母秦氏；繼母胡氏。永感下。兄馬千里。